# Macrolinus depressus
Macrolinus depressus es una especie de coleóptero de la familia Passalidae.

## Distribución geográfica
Habita en Java y Sumatra en (Indonesia).